# David Perel (pilote automobile)
Pour les articles homonymes, voir David Perel (homonymie).
David Perel, né le 7 mai 1985 au Cap en Afrique du Sud, est un pilote automobile sud-africain qui participe à des épreuves d'endurance aux mains de voitures de grand tourisme dans des championnats tels que l'European Le Mans Series, l'Asian Le Mans Series, le GT World Challenge Europe, l'Intercontinental GT Challenge, les 24H Series, le Championnat du monde d'endurance ainsi que les 24 Heures du Mans,.

## Palmarès

### Résultats aux24 Heures du Mans
| Année | Écurie         | Copilotes                      | Voiture             | Classe   | Tours | Pos. | Class Pos. |
| ----- | -------------- | ------------------------------ | ------------------- | -------- | ----- | ---- | ---------- |
| 2021  | Spirit of Race | Duncan Cameron Matthew Griffin | Ferrari 488 GTE Evo | LMGTE Am | 109   | Abd. | Abd.       |

### Résultats enEuropean Le Mans Series
| Année | Écurie         | Châssis             | Moteur                        | Classe | 1     | 2     | 3     | 4     | 5        | 6     | Position | Points |
| ----- | -------------- | ------------------- | ----------------------------- | ------ | ----- | ----- | ----- | ----- | -------- | ----- | -------- | ------ |
| 2019  | Kessel Racing  | Ferrari 488 GTE     | Ferrari F154CB 3,9 L V8 Turbo | LMGTE  | LEC   | MON   | BAR   | SIL   | SPA 4    | POR 2 | 11e      | 28     |
| 2020  | Kessel Racing  | Ferrari 488 GTE Evo | Ferrari F154CB 3,9 L V8 Turbo | LMGTE  | LEC 2 | SPA 1 | LEC 4 | MON 1 | POR 2    |       | 2e       | 99     |
| 2021  | Spirit of Race | Ferrari 488 GTE Evo | Ferrari F154CB 3,9 L V8 Turbo | LMGTE  | BAR 3 | RBR 2 | LEC 2 | MON 1 | SPA Abd. | POR   | 3e*      | 77*    |

* Saison en cours.

### Résultats enAsian Le Mans Series
| Année | Écurie         | Châssis         | Moteur                        | Classe | 1     | 2     | 3     | 4     | Position | Points |
| ----- | -------------- | --------------- | ----------------------------- | ------ | ----- | ----- | ----- | ----- | -------- | ------ |
| 2021  | Rinaldi Racing | Ferrari 488 GT3 | Ferrari F154CB 3,9 L V8 Turbo | GT     | DUB 8 | DUB 2 | ABU 4 | ABU 3 | 3e       | 49     |